# Phil Seamen
Philip William Seamen (Staffordshire, 28 augustus 1926 – Lambeth, 13 oktober 1972) was een Britse jazzdrummer. Met een achtergrond in bigbandmuziek, speelde en nam Seamen op in een breed scala aan muzikale contexten met vrijwel alle sleutelfiguren van de Britse jazz uit de jaren 1950 en 1960. Opmerkelijke voorbeelden zijn Joe Harriott, Tubby Hayes, Stan Tracey, Ronnie Scott, Denny Termer, Dick Morrissey, Harold McNair, Don Rendell, Victor Feldman, Dizzy Reece, Tony Coe, Tony Lee en George Chisholm. Later in zijn carrière werkte hij met Alexis Korner en Georgie Fame en was hij gefascineerd door Ginger Bakers Air Force, de leider van de band die Seamens belangrijkste discipel was. Verslaving aan alcohol en andere drugs belemmerden zijn carrière.

## Biografie
Seamen begon op 6-jarige leeftijd met drummen en werd op 18-jarige leeftijd professioneel door zich in 1944 aan te sluiten bij Nat Gonella and his Georgians. In 1946, op 20-jarige leeftijd, bracht hij een jaar door met Gordon Homerus in de Coronation Ballroom in Ramsgate. Componist Brian Fahey verklaarde: 'Dit was een zeer goede bigband. Ik heb er veel partituren voor geschreven. Ik deed mijn eerste uitzending met Gordon. Phil Seamen, toen nog maar 20, was drummer en het was me duidelijk dat hij voorbestemd was om een van de meest opwindende drummers ter wereld te worden'. Hij werd lid van het Tommy Sampson Orkest in 1948 en in 1949 hadden Seamen en tenorsaxofonist Danny Moss een bopkwintet gevormd vanuit de gelederen en dat was te horen tijdens een radio-uitzending van het orkest in september 1949.
Daarna speelde hij ongeveer 14 maanden in het Joe Loss Orchestra, de populairste dansband van die tijd. Daarna kreeg hij een topbaan bij Jack Parnell van 1951 tot halverwege 1954, van een 12- tot 17-koppige band. Seamen was zeer gewild in de jaren 1950 en speelde ook in de Afro-Cubists projecten van Kenny Graham van 1952 tot 1958, vanaf 1954 met het Joe Harriott Quartet, het Ronnie Scott Orchestra en Sextet en een steeds groter wordende lijst met Dizzy Reece, Victor Feldman, Jimmy Deuchar, Kenny Baker, Vic Ash, Don Rendell, Stan Tracey, Laurie Johnson, evenals de bluessterren Big Bill Broonzy en Josh White en ontelbare andere sessies.
Hij trouwde in 1956 met de jonge West End-danseres Leonie Franklin, die hij had ontmoet toen hij met Parnell samenwerkte in de show Jazz Wagon. Op 8 februari 1957 was hij eindelijk op weg naar Amerika, om een levenslange droom te vervullen. Het Ronnie Scott Sextet ging met de Queen Mary op tournee in het kader van een Musicians' Union uitwisselingsovereenkomst. Maar voordat hij in Southampton aan boord ging, werd hij door douanebeambten aan de kant gezet en bleek hij in het bezit te zijn van drugs. Hij is nooit in de Verenigde Staten geweest. In 1958 opende de West End productie van West Side Story met hem - naar verluidt vroeg Leonard Bernstein specifiek naar hem en huurden de producenten hem in.
In de eerste helft van de jaren 1960 werkte hij vaak samen met Tubby Hayes en Joe Harriott. In 1962 speelde hij een paar avonden met Dexter Gordon bij Ronnie Scott en nam hij op met Carmen McRae, in 1964 speelde hij r&b met Alexis Korner en Georgie Fame. Hij begon les te geven in 1962 en een van zijn leerlingen was Ginger Baker, die een hele generatie van rockdrummers ging beïnvloeden. Door zijn heroïneverslaving ging zijn gezondheid echter achteruit en steeds meer bandleiders namen hem niet meer in dienst. Zijn werk bleef beperkt tot incidentele sit-ins bij Ronnie Scott. Opmerkelijke uitzonderingen waren Freddie Hubbard in 1964 en Roland Kirk in 1967 (gevolgd door een Britse tournee).
In de jaren 1960 van de vorige eeuw trad Phil Seamen op in de Midland Jazz Club in Birmingham in de Digbeth Civic Hall. Hij is vanaf die tijd ook te horen op het album Clarinet Jamboree met de klarinettisten Acker Bilk, Terry Lightfoot, Sandy Brown en Archie Semple. Hij begeleidde Sandy Brown en speelde in een opmerkelijke moderne jazzstijl in The Last Western.

## Overlijden
Phil Seamen overleed in oktober 1972 op 46-jarige leeftijd.

## Discografie

### Als leader
- 1968: Now! ... Live! (Verve Records)   Phil Seamen (met Tony Lee - piano en Tony Archer - bas)
- 1968: Phil Seamen meets Eddie Gomez (Saga)   (met Tony Lee - piano, Eddie Gómez - bas)
- 1971: Phil on Drums (Decibel) (met Ray Crane - trompet, Gerry Salisbury - kornet, Keith Christie, John Picard - trombone, Sandy Brown - klarinet, Tommy Whittle - tenorsax, Brian Lemon - piano, Lennie Bush - bas)
- 1972The Phil Seamen Story (Decibel)   (Phil spreekt en speelt)

### Als sideman
Met Georgie Fame
- 1966: Sound Venture

Met Victor Feldman
- 1955: Suite Sixteen (Contemporary)

Met Joe Harriott
- 1960: Free Form (Jazzland)
- 1962: Abstract (Capitol)

Met Dick Morrissey
- 1965: Storm Warning!

### Postume publicaties
- 2009: The Late Great Phil Seamen (SWP Records)   (compilatie van opnames van tussen 1953–1972, met bands onder leiding van Jack Parnell, Victor Feldman, Dizzy Reece, Ronnie Scott, Stan Tracey, Harold McNair, Jimmy Witherspoon, Joe Harriott, Kenny Graham, Tony Coe)

- Biblioteca Nacional de España: XX1645454
- Bibliothèque nationale de France: cb14225811j (data)
- Gemeinsame Normdatei: 1131905490
- International Standard Name Identifier: 0000 0000 7825 0174
- Library of Congress Control Number: no2003090601
- MusicBrainz: a111ff9b-2f27-47bd-86c5-3a558c5d081b
- Virtual International Authority File: 71086131
- WorldCat: E39PBJcwCFpkqPKC9RKHpRJMT3